# 嶋津良智
嶋津 良智（しまづ よしのり、1965年1月26日 - ）は、日本の著述家、評論家。
リーダーズアカデミー学長。セミナーズアカデミー学長。一般社団法人日本リーダーズ学会 代表理事。早稲田大学エクステンションセンター講師を務める。
業績向上のための組織づくりをノウハウ化した独自のプログラム『上司学』を提唱しグローバルリーダーの育成に取り組んでいる。

## 経歴
國學院大學を卒業後、IT系ベンチャー企業に入社。同期100名の中でトップセールスマンとして活躍。24歳で最年少営業部長に抜擢。就任3ヶ月で担当部門の成績が全国ナンバー1になる。その後28歳で独立・起業し代表取締役に就任。M&Aを経て、2004年に52億円の会社にまで育て株式上場（IPO）を果たす。2005年、「育てる側がよくならないと『社会』も『企業』も『人』も良くならない」との思いから、リーダーを育成することを目的とした教育機関『 リーダーズアカデミー 』を設立。2007年シンガポールへ拠点を移し、講演・企業研修・コンサルティングを行う傍ら、顧問・社外役員として経営に参画。世界15都市でビジネスセミナーを開催。延べ50,000人以上のリーダー育成に携わる。2013年日本へ拠点を戻し、一般社団法人日本リーダーズ学会を設立。現在、執筆活動と、日本各地で講演やセミナーを中心に活動している。

## 著書
主な著書としてシリーズ100万部を突破しベストセラーにもなった『 怒らない技術 』をはじめ『 あたりまえだけどなかなかできない　上司のルール 』、『 だから、部下がついてこない！』『目標を「達成する人」と「達成しない人」の習慣』などがあり、累計150万部を超える。また、一部の書籍は、海外向けにも翻訳されて出版されている。

### 単著
- 話し方の一流、二流、三流（明日香出版（2023年））ISBN 4756922678
- なぜ、突然妻はキレるのか? (フォレスト出版（2020年）) ISBN 4866808071
- 男と女の怒らない技術（フォレスト出版（2018年））ISBN 489451978X
- 「弱い」リーダーが最強のチームをつくる（ぱる出版社（2018年））ISBN 482721056X
- 上司に頼らず結果を出す人の仕事のやり方（明日香出版社（2017年））ISBN 4756918948
- マンガでよくわかる　怒らない子育て（フォレスト出版（2017年））ISBN 4894517434
- マンガでよくわかる　怒らない技術　（フォレスト出版（2016年））ISBN 4894517035
- もう悩まない！　働く女性の感情整理術  （静山社( 2015年）ISBN 978-4863893009
- 営業が死ぬほど嫌いでもラクに結果を出せる36のコツ （ダイヤモンド社( 2015年）ISBN 978-4478039540
- 不安をなくす技術（フォレスト出版( 2015年）ISBN 978-4894519565
- 仕事を大成功に導くための上司活用マニュアル　上司を使って大成果をあげろ！（ゴマブックス株式会社 ( 2015年）ASIN B00M9VFM7E
- ハピニコマスター★ヨンヨンの7日間イラオコダイエット（EVO出版 2015年）ISBN 978-4904703113
- 40歳を過ぎたら仕事は「半分」捨てなさい（KADOKAWA/中経出版 2014年）ISBN 978-4046002846
- 一流の男が「育児」から学んでいる5つのビジネススキル（角川学芸出版 2014年）ISBN 978-4046539496
- 目標を「達成する人」と「達成しない人」の習慣（明日香出版社 2014年）ISBN 978-4756916693
- 子どもが変わる 怒らない子育て（フォレスト出版 2013年）ISBN 978-4894518896
- イマドキ部下を育てる技術 なぜ、今日も部下に腹を立てているのか? （朝日新聞出版  2013年）ISBN 978-4022734877
- 死ぬほど働いて損があるか!: 最高の人生を確約する「仕事の教科書」（三笠書房  2012年）ISBN 978-4837924678
- なぜか「トクする人」の気くばりの習慣（PHP研究所 2012年）ISBN 9784569805696
- 朝６０分で部下が変わる！（あさ出版 2012年）ISBN 9784860635350
- 怒らない技術2（フォレスト出版 2012年）ISBN 9784894518605
- 効率よく結果をだす！プレイングマネジャー入門（フォレスト出版 2011年）ISBN 9784894514430
- 怒らない技術（フォレスト出版 2010年）ISBN 9784894518186
- 女性部下をうまく動かす上司力（日本能率協会マネジメントセンター 2010年）ISBN 9784820717638
- 30代までに鍛えておきたい仕事の筋トレ（大和書房 2009年）ISBN 9784479771395
- 上司に使われるな! 上司を使え！（PHP研究所 2009年）ISBN 9784569709420
- だから、会社が儲からない！（日本実業出版社 2009年）ISBN 9784534044921
- 雨がふってもよろこぼう！人生が良い方向に向かう!心を鍛える（フォレスト出版  2007）ISBN 9784894512887
- あたりまえだけどなかなかできない 上司のルール（明日香出版社<アスカビジネス>　2006年）ISBN 9784756910301
- だから、部下がついてこない！（日本実業出版社 (2006年)） ISBN 9784534041104

### 共編著
- 2013年 本のチカラ（日本経済新聞出版社 2013年）ISBN 978-4532318772
- 2011年 40代男塾 （季白社 2011年）978-4828416526
- 2009年 「プロ中のプロ」が教える営業のセオリー（日本実業出版社 2009年）ISBN 978-4534045027
- 2009年 トップが綴る仕事の指針・心の座標軸 （PHP出版  2009年）
- 2008年 トップが綴る仕事の指針・心の座標軸（PHP出版  2008年）
- 2007年 すごい営業の仕事術（日本実業出版社  2007年）ISBN 978-4534042354
- 2007年 トップが綴る仕事の指針・心の座標軸（PHP出版  2007年）
- 2006年 トップが綴る仕事の指針・心の座標軸（PHP出版  2006年）
- 2005年 トップが綴る仕事の指針・心の座標軸（PHP出版  2005年）

### 海外出版
- 『怒らない技術』（中国語簡体字版）（机械工業出版社　2022年）
- 『怒らない技術２』（中国語簡体字版）（机械工業出版社　2022年）
- 『子どもが変わる　怒らない子育て』（中国語簡体字版）（青島出版社有限公司　2022年）
- 『営業が死ぬほど嫌いでもラクに結果が出せる36のコツ』（台湾語版）（好優文化　2017年）
- 『目標を「達成する人」と「達成しない人」の習慣』（韓国語版）（Star Rich Books　2017年）
- 『40歳を過ぎたら仕事は「半分」捨てなさい』（中国語版）（麥田出版　2016年）
- 『40歳を過ぎたら仕事は「半分」捨てなさい』 （タイ語版）（泰日経済技術振興協会　2015年）
- イマドキ部下を育てる技術 : なぜ、今日も部下に腹を立てているのか?（台湾版）（株式会社朝日新聞出版  2014年）
- 怒らない技術（韓国版）（FOR　BOOK　Publishing Co.  2011年）
- あたりまえだけどなかなかできない 上司のルール（台湾版）（臺灣東販  2009年）
- だから、部下がついてこない！（台湾版）（Shinwon Publishing 2007年）ISBN 9789861769943
- だから、部下がついてこない！（韓国版）（Shinwon Publishing 2007年）

## メディア出演
- 2018年 6月 ダ・ヴィンチニュース　2018年6月11日
- 2018年 5月 Asia X 2018年5月～2018年11月
- 2018年 4月 T-SITE　2018年4月18日
- 2018年 4月 ZUU Online　2018年4月17日
- 2018年 4月 @DIME　2018年4月10日
- 2017年 9月 こそだてDAYS　2017年9月～2018年2月
- 2017年 9月 とらばーゆ公式ページ　2017年9月25日
- 2017年 8月 日本の人事部　2017年8月29日
- 2017年 8月 オレンジページ　2017年8月17日号
- 2017年 8月 月間BIG tomorrow
- 2017年 7月 BAY FMラジオ局番組「miracle!!」
- 2017年 4月 映画「チアダン」　小道具として「マンガ版　怒らない技術」
- 2017年 4月 テレビ朝日「お願いランキング！お願い総選挙！」2017年4月25日
- 2017年 3月 OLマニュアル 3月号
- 2016年10月 THE 21　2016年10月号
- 2016年 3月 THE 21 Online 2016年3月23日
- 2016年 3月 BAY FM 「with you」
- 2015年12月 一番モテる人のミラクル会話学~場面別　あなたの口ぐせ矯正レッスン~
- 2015年06月 シティ・リビング 6月19日号
- 2015年05月 OLマニュアル 5月号
- 2015年06月 週刊ダイヤモンド 2015年6月13日号　（WEB)
- 2012年01月 ニューヨークの日本語メディア NYジャピオン 2012年01月～ 2015年1月
- 2015年04月 YOMIURI ONLINE　大手小町
- 2015年03月 生活の知恵があつまる情報サイト nanapi 2015年3月27日
- 2015年03月 近代セールス 2015年3月15日号
- 2014年09月 AERA 2014年9月29日増大号
- 2014年06月 AsiaX にコラム掲載 2009年11月02日～ 2014年06月04日
- 2014年05月 THE21 2014年6月号
- 2014年03月 人事労務の専門誌「労務事情」 2014年03月
- 2014年04月 Bangkokmadam 2013年10月5日～
- 2014年04月 学研パブリッシング 仕事の教科書5「ビジネスが加速する整理術」2014年04月 24日
- 2014年04月 株式会社イーウェル 利厚生サービス情報便「WeLに暮らそう」2014年04月 19日
- 2014年04月 ITmediaエグゼクティブ 2014年02月 13日
- 2014年03月 労務事情 人事労務の専門誌 2014年03月 15日
- 2014年02月 文化放送 ピピッとサンデー　WakuWaku Mix 2014年02月 13日
- 2014年01月 エスカイヤニュース エスカイヤクラブ の会員情報誌 1・2月号2014年01月 21日
- 2014年01月 日経新聞 2014年01月 21日
- 2013年011月 プレジデントFamily 12月号（プレジデント社） 　2013年11月16日
- 2013年011月 J-channel バンコク日本人向けラジオ局 2013年11月 02日
- 2013年010月 読売新聞 2013年10月 31日
- 2013年010月 週刊東洋経済 10/12号（東洋経済新報社） 2013年10月 15日
- 2013年09月 J-channel バンコク日本人向けラジオ局　2013年9月24日
- 2013年09月 AERA 　with Kids　2013年9月26日
- 2013年09月 読売新聞朝刊 （2013年9月22日号）2013年9月22日
- 2013年09月 フリーペーパー 「ぱど」（2013年9月13日号）　2013年9月13日
- 2013年09月 主婦と生活社 「週刊女性」（2013年9月17日号） 2013年9月 6日
- 2013年05月 情報誌「まなこ」87号 (武蔵野市) 2013年5月 6日
- 2013年04月 テレビ朝日 報道番組 『ポータルANNニュース＆スポーツ』　2013年4月20日
- 2013年04月 WooRis (小学館) 2013年4月1日
- 2013年02月 テレビ朝日 お願い!ランキング　2013年2月08日
- 2013年01月 Associe　2013年1月10日
- 2013年01月 NTTdocomo iチャネル内 2013年01月8日
- 2013年01月 土木系専門誌 舗装　2013年1月8日 2013年01月8日
- 2012年10月 全国コミュニティFM「希望の本棚」 2012年10月14日
- 2012年08月 TOKYO FM「クロノス」 2012年08月31日
- 2012年08月  月刊誌　AneCan　2012年8月7日
- 2012年07月 月刊誌 ほんとうの時代 Life+　2012年7月18日
- 2012年06月 JB PRESS　2012年6月11日 2012年06月11日
- 2012年06月 スポーツ報知　2012年6月7日号 2012年06月7日
- 2012年06月 東京スポーツ新聞　2012年6.7号（6/6発売  2012年06月6日
- 2012年05月 PRESIDENT　2012年6.4号 2012年05月14日
- 2012年03月 PRESIDENT　2012年4.2号 2012年03月12日
- 2012年02月 月刊 サーカス　3月号 012年02月04日
- 2012年02月 月刊 販促会議　2月号 2012年02月01日
- 2012年01月 ニューヨークの日本語メディア NYジャピオン　1月号より連載開始 2012年01月01日
- 2011年 12月 日経トップリーダー 別冊ＣＤ　2011年10月連載開始 2011年012月01日
- 2011年08月  ESSE　9月号 2011年08月11日
- 2011年08月 月刊 販促会議 9月号 2011年08月08日
- 2011年07月 ベストセラーズチャンネル 2011年07月25日
- 2011年07月 Team J Station （Los Angeles） 2011年07月23日
- 2011年07月 TOKYO FM「Biz&Life Academy」 2011年07月16日
- 2011年07月 韓国の雑誌 bb etoile
- 2011年06月 月刊私塾界　6月号
- 2011年06月 週刊女性　6月7日号
- 2011年06月 株式会社研修出版発行 OLマニュアル4月号
- 2011年04月 日本テレビ 　ZIP! 2011年04月21日
- 2011年04月 株式会社研修出版発行 OLマニュアル4月号
- 2011年03月 すてきな奥さん　4月号 2011年03月
- 2011年02月 朝日放送 おはよう朝日です（関西）2011年02月25日
- 2011年02月 テレビ東京 E morning 2011年02月21日
- 2011年02月 TBSテレビ 王様のブランチ 2011年02月19日
- 2011年02月 ゆほびか 3月号
- 2011年01月 からだにいいこと 2月号
- 2011年01月 ITmedia エグゼクティブ  2011年01月13日
- 2010年12月 ポッドキャスト番組 人生を変える一冊  2010年12月19日
- 2010年12月 J-WAVE TOKYO MORNING RADIO  2010年12月19日
- 2010年12月0 9日 TOKYO FM LOVE CONNECTION」
- 2010年11月 NHK沖縄放送局 ハイサイ!ニュース 610  2010年11月15日
- 2010年11月18日 日本経済新聞国際版
- 2010年11月13日 週刊ダイヤモンド 2010.11.13号
- 2010年07月 シンガポール政府観光局 7月号
- 2010年03月 人材教育 4月号
- 2009年12月 ITmedia エグゼクティブ 2009年12月17日
- 2009年11月 AsiaX 2009年11月02日
- 2009年07月0AsiaX Vol.148 2009年07月6日
- 2008年12月 JPLUS
- 2008年11月 AsiaX Vol.134  2008年11月11日
- 2008年10月 AsiaX Vol.131  2008年10月06日
- 2008年06月 じんざいマガジン
- 2008年05月 月刊誌 ビジネスデータ
- 2008年01月 日経 ベンチャー経営者クラブ
- 2007年12月 BIGtomorrow 2008年1月号
- 2007年10月 JSPO 2007年10月12日
- 2007年10月 シンガポールのラジオ局 Hello Singapore 2007年8月8日
- 2007年08月 日経ベンチャーonline
- 2007年08月01日 月刊誌 ビジネスデータ 2007年8月15日
- 2007年07月 和田裕美のラジオ番組 WADA CAFE
- 2007年07月01日 クエスション・アンド・リフレクション
- 2007年06月01日 Think!（シンク）　SPRING 2007 No.21
- 2007年05月 DIME (ダイム) 2007年 5/7号
- 2007年05月 日経WOMAN
- 2007年04月 ビジネス・リーダーズ 2007年4月27日
- 2007年04月 Funai media 2007年5月号 2007年4月25日
- 2007年04月 日経ビジネスオンライン 2007年4月号
- 2007年04月 朝日新聞夕刊2007年4月号 2007年4月9日
- 2007年03月 BIG tomorrow 2007年4月号
- 2007年02月 週刊東洋経済 2007年2月15日号
- 2007年02月0 日経ビジネス 2007年2月5日号
- 2006年12月 AERA 2006年12月25日号
- 2006年12月 MiT　すべてはビジネスチャンスのために 2006年12月号/2006年12月5日
- 2006年11月 Inter Brain You vol.85 　2006年12月号
- 2006年11月 Funai media 2006年12月号
- 2006年11月 Tarzan　No.477号 2006年11月22日
- 2006年10月 15分間ビジネスセミナー　あのベストセラー著者に聴く！ 2006年10月20日
- 2006年10月 月間人事マネジメント 2006年10月5日号
- 2006年07月 ラジオ日経 夢企業探訪 2006年7月19日